# Cotinusa adelae
Cotinusa adelae är en spindelart som beskrevs av Cândido Firmino de Mello-Leitão 1944. 
Cotinusa adelae ingår i släktet Cotinusa och familjen hoppspindlar. Inga underarter finns listade i Catalogue of Life.